# Château des Stuart
Le château des Stuart est un château situé à Vézinnes, en France. Il a été construit en 1540 par Jean Stuart, capitaine de la Garde écossaise.

## Localisation
Le château est situé dans le département français de l'Yonne, sur la commune de Vézinnes.

## Historique
L'édifice est inscrit partiellement au titre des monuments historiques par arrêté du 8 décembre 1962.